# KISS KISS KISS
「KISS KISS KISS/aishiteru...」（キス・キス・キス/あいしてる...)は、2009年10月28日に発売された日本の歌手・鈴木亜美のエイベックス移籍後16作目のシングル。

## 解説
- アトランタ出身のユニット、Ananda Projectの楽曲のカバー。日本語版の歌詞は、彼女自身が書いた。
- なお、英語版はエイベックスのハウスミュージック計画アルバム『HOUSE NATION - Aquamarine』に先行収録されている。
- カップリングでは、Fantastic Plastic Machine・田中知之のプロデュース楽曲。
- PVでは、トヨタ・カローラフィールダーが登場し、これを亜美自身が運転している。

## 収録曲
1. KISS KISS KISS
  - 原作詞・作曲：Brann, Camp, Johnson / 日本語詞：鈴木亜美
2. aishiteru...
  - 作詞・作曲：田中知之 / 編曲：冨田謙
3. KISS KISS KISS (Extended Japanese Version)
4. KISS KISS KISS (Extended English Version)
5. aishiteru... (extended)